# Йокерьо
Вижте пояснителната страница за други значения на Йокерьо.
Йокерьо (на шведски: Öckerö) е град в югозападната част на Швеция, лен Вестра Йоталанд. Главен административен център на едноименната община Йокерьо. Разположен е на едноименния остров Йокерьо в пролива Категат. Намира се на около 420 km на югозапад от столицата Стокхолм и на около 25 km на запад от центъра на лена Гьотеборг. Има малко пристанище. Йокерьо е вторият по големина град в общината след Хьоньо. Населението на града е 3488 жители според данни от преброяването през 2010 г.